# پالمولیو
پالمولیو (انگلیسی: Palmolive) شرکت لوازم بهداشتی آمریکایی است، که در سال ۱۸۹۸ تأسیس شد و هم‌اکنون زیرمجموعه‌ای از شرکت کولگیت-پالمولیو می‌باشد.